# Dariusz Szlachetko
Dariusz Lucjan Szlachetko, né en 1961, est un botaniste polonais du département de taxonomie et conservation de la nature de l'université de Gdańsk.